# 太陽光度
太陽光度（たいようこうど、英: Solar luminosity）とは、光度の単位の1つであり、記号{\displaystyle L_{\odot }}で表す。通常、恒星や銀河などの天体の光度（見かけの明るさではなく、実際の明るさ）を表すのに用いられる。IAUによってその値が決められており、1太陽光度は、3.828 × 1026 W、3.828 × 1033erg/sに当たる太陽の光度と等しい。この値では太陽ニュートリノによる光度を含めておらず、その光度は0.023L☉=8.8044 × 1024Wに値する。ただし、太陽は弱い変光星であり、太陽変動によって光度は常に一定ではない。主な変動は11年おきの太陽活動周期によるもので、±0.1%ほど変化する。最近200年から300年は変化がこれよりかなり小さい。

## 太陽光度の決定
太陽光度は太陽定数の一つである、太陽の放射照度は氷河期の周期を決定するミランコビッチ・サイクルを引き起こす軌道強制力の原因となっている。地球の大気上層部での平均放射照度は定数I☉として知られている。放射照度は単位面積あたりの能力であるため、地球で受け取る放射照度に半径が太陽から地球までの距離の球の表面積を掛けると太陽光度が求められる。すなわち、Aを太陽から地球までの距離とすると求めたい太陽光度L☉は
{\displaystyle L_{\odot }=4\pi kI_{\odot }A^{2}\,}
で求められる。なお、kは定数であり、地球から太陽の平均距離(単位はAU)であり、ほぼ1であるが、完全な1ではない。
また、太陽光度L☉は太陽半径R☉とシュテファン＝ボルツマンの法則を用いることによって
{\displaystyle L_{\odot }=4\pi R_{\odot }^{2}\times \sigma T^{4}}
とも表される(σ...シュファン＝ボルツマン定数、T...恒星の表面温度)。

## 計算
太陽光の当たる地表面積と、地球-太陽間の平均距離（1天文単位）を半径とする球の表面積を比べることにより、地球が受け取っている太陽光のエネルギーを計算することができる。
- 地球の半径は、3963マイル（6378km）
- 太陽光を受ける地表面積は、Π×（地球の半径）2=4930万平方マイル（1億2800万平方km）・・・（面積1）
- 太陽地球-太陽間の平均距離（1天文単位）は、9300万マイル（1億5000万km）
- 1天文単位を半径とする球の表面積は、4×Π×（1天文単位）2=1.09×1017平方マイル（2.82×1017平方km）・・・（面積2）
- 地球に到達する太陽エネルギーは、P（太陽全体）×（面積1）/（面積2）=1.77×1017W
- 地表1平方当たりの太陽エネルギーは、P（太陽全体）×（1/16092）/面積2=1387W（太陽定数）
- 人類の利用しているエネルギー量の見積もりは、12×1012W
- それだけのエネルギーをまかなうにはどれほどの地表面積が必要か？
  - 最高性能の太陽電池は、33%の効率で太陽光のエネルギーを利用できる。
  - 必要地表面積=12×1012/（1387×0.33）=26×109平方m=10122平方マイル（雲などの効果を考慮するとさらに必要である。）